# Sakchilbate
Sakchilbate är en ort i Mexiko.   Den ligger i kommunen Chanal och delstaten Chiapas, i den sydöstra delen av landet, 800 km öster om huvudstaden Mexico City. Sakchilbate ligger 1 838 meter över havet och antalet invånare är 137.
Terrängen runt Sakchilbate är huvudsakligen kuperad. Sakchilbate ligger uppe på en höjd. Runt Sakchilbate är det ganska glesbefolkat, med 22 invånare per kvadratkilometer. Närmaste större samhälle är Chanal, 18,3 km väster om Sakchilbate. I omgivningarna runt Sakchilbate växer i huvudsak städsegrön lövskog.